# Rune Gustafsson (atleta)

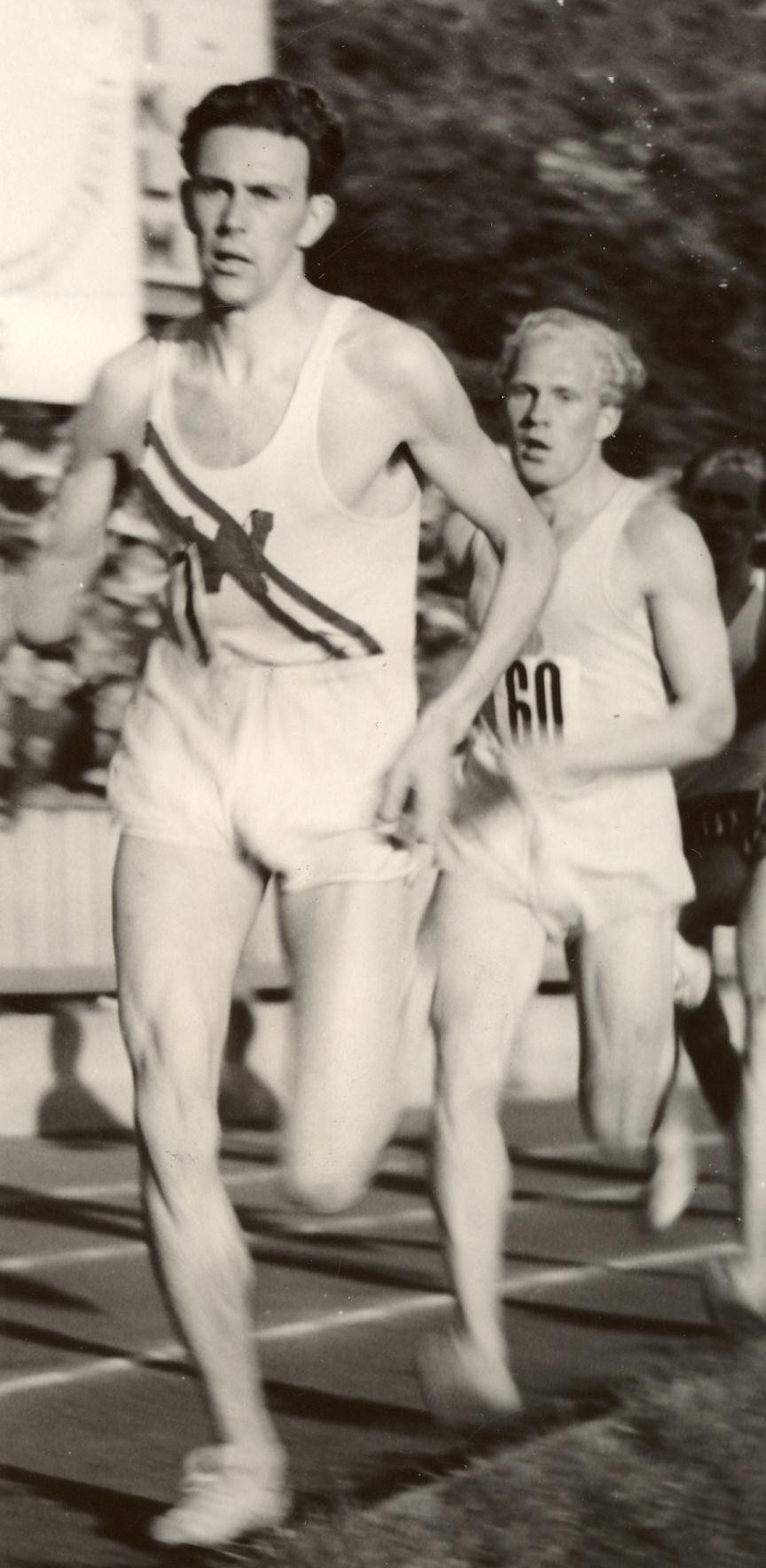
Rune Gustafsson durante 1940

Rune Gustafsson (Gotemburgo, Suecia, 1 de diciembre de 1919 - Värnamo, Suecia,  25 de junio de 2011) fue un atleta sueco especializado en la prueba de 800 m, en la que consiguió ser campeón europeo en 1946.

## Carrera deportiva
En los Campeonatos de Europa de 1946, celebrados en Oslo, ganó la prueba de 800 metros en 1:51,0 minutos, por delante del danés Niels Holst-Sørensen y del francés Marcel Hansenne. Once días después, batió el récord mundial de los 1.000 metros con un tiempo de 2:21,4 minutos, mejorando en una décima de segundo el antiguo récord de Rudolf Harbig. El récord mundial fue igualado dos años más tarde por Hansenne y batido por Olle Åberg en 1952.
En septiembre de 1947, Gustafsson participó en otro récord mundial en el relevo de 4 x 880 yardas. Un cuarteto formado por Hans Liljekvist, Ingvar Bengtsson, Olle Lindén y Gustafsson corrió 7:29,0 minutos en Estocolmo.
En 1946, Gustafsson era el mejor atleta del mundo en 800 metros y 1000 metros. Continuó su carrera hasta 1951, pero nunca igualó sus marcas de 1946.
Como atleta en activo, Rune Gustafsson medía 1,78 metros y pesaba 58 kg.

## Mejores tiempos
- 800 m: 1:50.0 min, 27 de agosto de 1946, Malmö.[3]
- 1000 m: 2:21.4 min, 4 de septiembre de 1946, Borås.[3]
- 1500 m: 3:47.4 min, 18 de julio de 1944, Malmö.[3]

## Palmarés

### Campeonato Europeo de Atletismo de 1946
- Medalla de Oro  800 m: 1:50.0 min, 27 de agosto de 1946, Malmö.[3]